# Onthophagus transcaspicus
Onthophagus transcaspicus är en skalbaggsart som beskrevs av Alexander Ferdinand Koenig 1888. Onthophagus transcaspicus ingår i släktet Onthophagus och familjen bladhorningar. Inga underarter finns listade i Catalogue of Life.